# 阿里山長小蠹
阿里山長小蠹（学名：Platypus arisannensis）为長小蠹蟲科長小蠹屬下的一个种。